# Терско-Кумская низменность
Те́рско-Ку́мская ни́зменность — низменность в Восточном Предкавказье, представляющая собой юго-западную часть Прикаспийской низменности, высотой до 100 м (восточная половина лежит ниже уровня океана).
Терско-Кумская низменность делится на 3 части:
- Прикумскую супесчано-суглинистую равнину на севере;
- массив Терско-Кумских песков (к северу от Терека; Ногайская степь);
- дельту Терека.

Полупустынные ландшафты; в понижениях дельты — плавни. Большая часть земель используется как пастбища. На территории низменности имеются месторождения нефти и газа.
Административно территория низменности относится к Ставропольскому краю, Дагестану и Чечне.
На западе естественной границей низменности является Ставропольская возвышенность, на востоке — Каспийское море. Холмистый рельеф низменности сформирован господствующими восточными ветрами. Одной из распространённых форм рельефа являются вытянутые с востока на запад поросшие травой грядовые пески высотой 5-25 м и шириной до нескольких сот метров.
На севере и северо-востоке низменности имеются участки, лишённых растительности, сыпучих барханных песков. Появлению таких участков способствовал бессистемный выпас скота. В советское время в таких местах проводились работы по закреплению песков путём создания растительного покрова.